# La Porcherie
 La Porcherie  ist eine französische Gemeinde mit 518 Einwohnern (Stand 1. Januar 2022) im Département Haute-Vienne in der Region Nouvelle-Aquitaine; sie gehört zum Arrondissement Limoges und zum Kanton Eymoutiers.
Nachbargemeinden von La Porcherie sind Saint-Vitte-sur-Briance im Norden, La Croisille-sur-Briance im Nordosten, Meilhards im Osten, Lamongerie und Masseret im Süden, Benayes im Südwesten und Saint-Germain-les-Belles im Nordwesten. Die Gemeinde liegt am Oberlauf der Petite Briance.

## Bevölkerungsentwicklung
| Jahr      | 1962 | 1968 | 1975 | 1982 | 1990 | 1999 | 2007 |
| Einwohner | 835  | 931  | 777  | 693  | 608  | 619  | 604  |

## Verkehr
La Porcherie hat einen Haltepunkt an der Bahnstrecke Les Aubrais-Orléans–Montauban-Ville-Bourbon und wird im Regionalverkehr mit TER-Zügen bedient.

## Sehenswürdigkeiten
- Kirche Saint-Julien und Saint-Roch
- Motte in Puy Archer, genannt Châteauvieux

## Persönlichkeiten
- Jacques Arsène d’Arsonval (1851–1940), Physiker